# Allsvenskan i handboll för herrar
Allsvenskan är den näst högsta divisionen i handboll i Sverige för klubblag på herrsidan. Tidigare var Allsvenskan namnet på den högsta divisionen (1934–1990), som sedan bytte namn till Elitserien och numera, sedan 2016, heter Handbollsligan.

## Historia
Den näst högsta serien hette först division II, sedan blev den Division I någon gång på 1980-talet. En period under 1990-talet hade man Nordsvenskan och Sydsvenskan före jul, och Allsvenskan efter jul (där även två nedflyttade elitserielag deltog).

### Permanenta Allsvenskan
Från och med säsongen 2007/2008 är Allsvenskan en permanent serie med 14 lag. När serien är färdigspelad efter 26 omgångar, går ettan i tabellen upp i Handbollsligan. Lagen på plats 2, 3 och 4 i Allsvenskan kvalspelar mot lag 11, 12 och 13 i Handbollsligan om tre platser i Handbollsligan.

## Seriesegrare och statistik

### Seriesegrare
- 2007/2008: IFK Ystad
- 2008/2009: HK Malmö
- 2009/2010: HK Aranäs
- 2010/2011: IFK Tumba
- 2011/2012: Skånela IF
- 2012/2013: H43 Lund
- 2013/2014: Ricoh HK
- 2014/2015: HIF Karlskrona
- 2015/2016: IFK Ystad (2)
- 2016/2017: OV Helsingborg
- 2017/2018: IFK Ystad (3)
- 2018/2019: OV Helsingborg (2)
- 2019/2020: HK Aranäs (2)
- 2020/2021: Hammarby IF
- 2021/2022: OV Helsingborg (3)
- 2022/2023: Amo HK
- 2023/2024: OV Helsingborg (4)

### Skytteligavinnare
- 2007/2008: Niclas Ekberg, IFK Ystad, 174 mål[1]
- 2008/2009: Robert Jangmo, IK Cyrus, 158 mål[2]
- 2009/2010: Alexander Borgstedt, HK Aranäs, 181 mål[3]
- 2010/2011: Victor Skillhammar, IF Hallby, 208 mål[4][5]
- 2011/2012: Jeff Tollbring, Rimbo HK, ?[6]
- 2012/2013: Albin Lagergren, HK Varberg, 169 mål (22 matcher)[7]
- 2013/2014: Andreas Flodman, VästeråsIrsta HF, 157 mål
- 2014/2015: Johannes Sandgren, HIF Karlskrona, 187 mål[8]
- 2015/2016: Endrit Abdullahi, Rimbo HK, 196 mål (26 matcher)[9]
- 2016/2017: Ken Tollbring, Rimbo HK, 177 mål (26 matcher)[10]
- 2017/2018: Ken Tollbring, Rimbo HK, 201 mål (26 matcher)[11]
- 2018/2019: Niclas Närenborn, Anderstorps SK, 166 mål (26 matcher)
- 2019/2020: Martin Dolk, Hammarby IF, 176 mål (26 matcher)
- 2020/2021: Mathias Mark Pedersen, Amo HK, 220 mål (26 matcher)
- 2021/2022: Simon Källström, Anderstorps SK, 177 mål (24 matcher)
- 2022/2023: Martin Blomqvist, Rimbo HK, 172 mål
- 2023/2024: Tobias Johansson, Tyresö Handboll, 166 mål[12]